# Pinsdorf
Pinsdorf osztrák község Felső-Ausztria Gmundeni járásában. 2018 januárjában 3849 lakosa volt.

## Elhelyezkedése

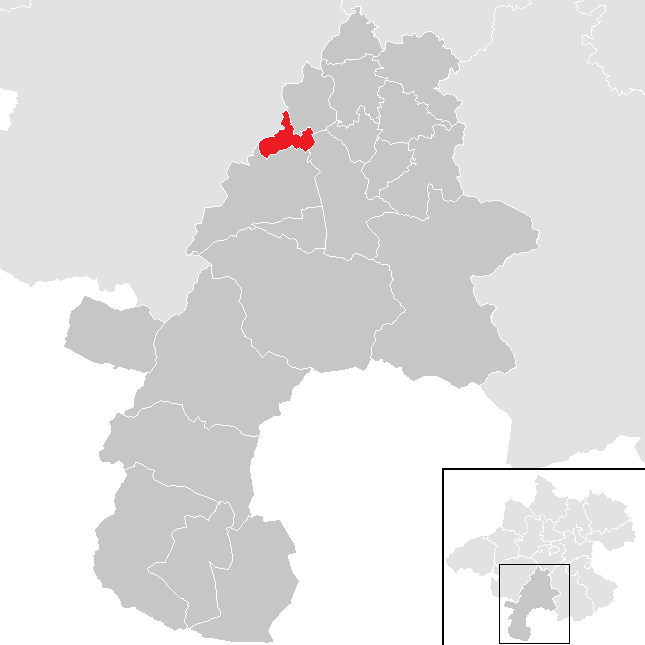
Pinsdorf a Gmundeni járásban

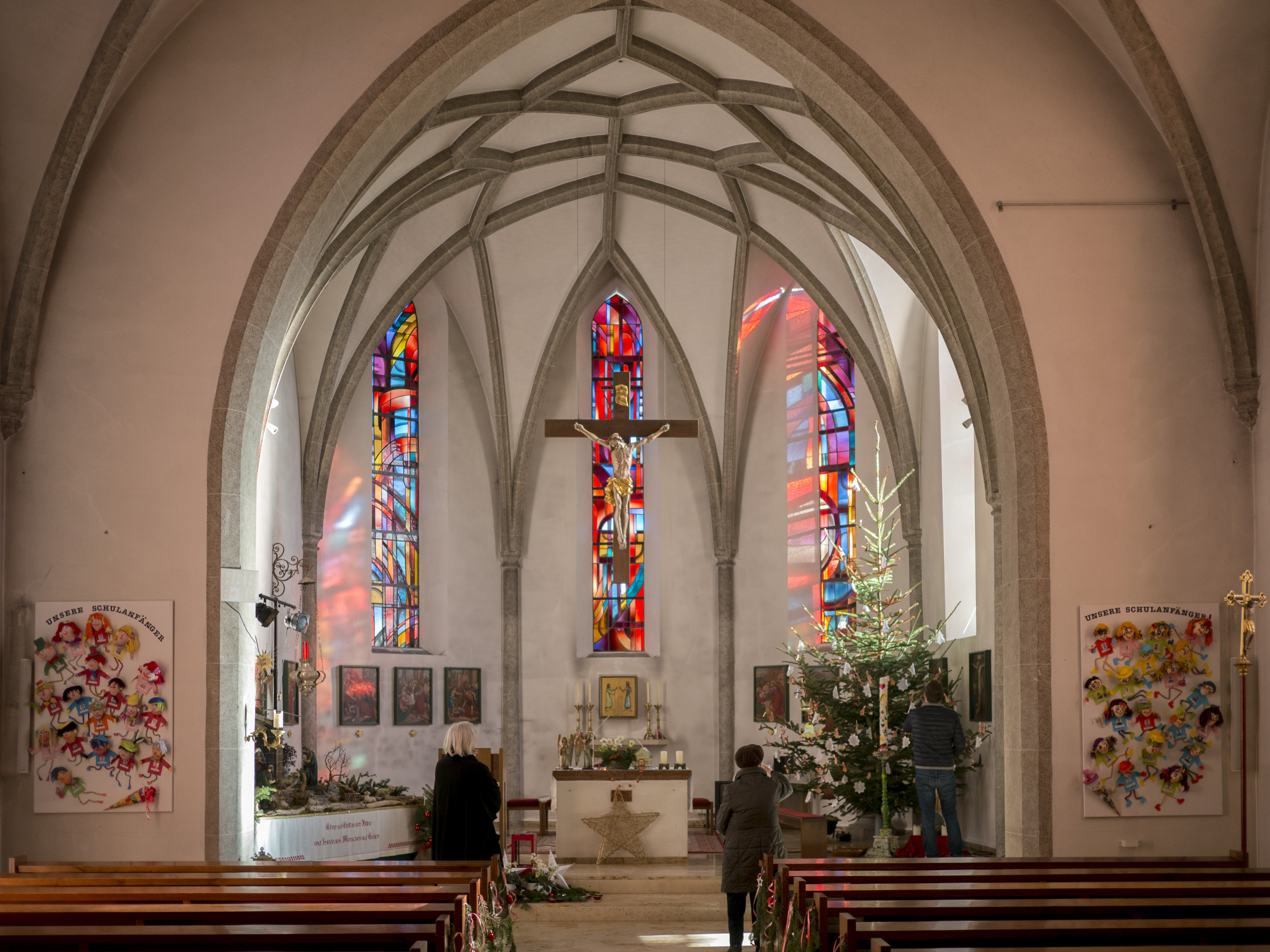
A templom belső tere

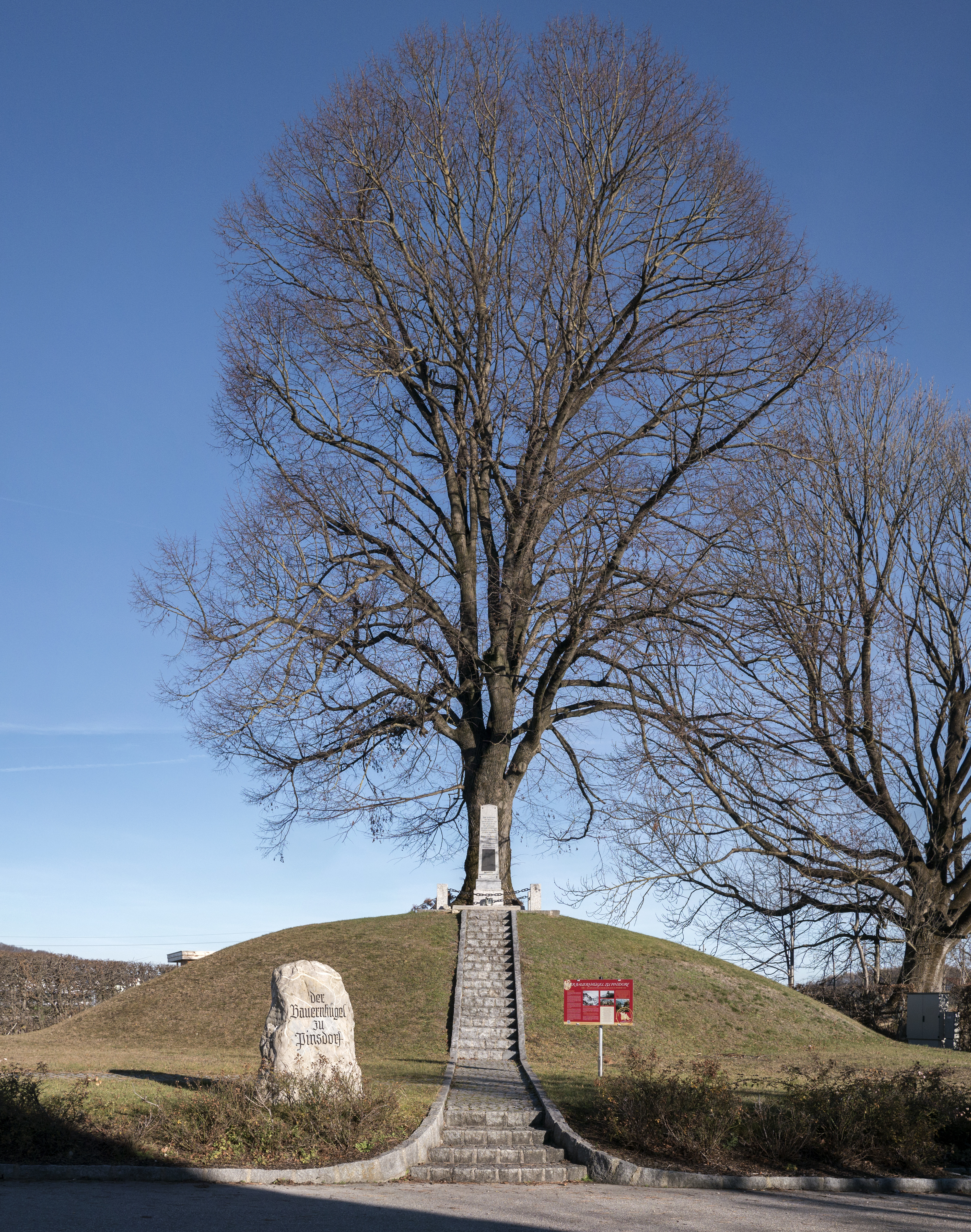
A Parasztok dombja

Pinsdorf Felső-Ausztria Traunviertel régiójában fekszik. Legfontosabb folyóvize az Aurach. Legmagasabb pontja a 917 méteres Hohe Luft. Területének 43,5%-a erdő, 45,2% áll mezőgazdasági művelés alatt. Az önkormányzat 10 falut és településrészt egyesít: Buchen (438 lakos 2018-ban), Großkufhaus (591), Innergrub (227), Moos (172), Neuhofen (153), Pinsdorf (1240), Pinsdorfberg (159), Steinbichl (211), Wiesen (558) és Wolfsgrub (100).
A környező önkormányzatok: északkeletre Ohlsdorf, délkeletre Gmunden, délre Altmünster, nyugatra Aurach, északnyugatra Regau. 

## Története
Pinsdorf területe eredetileg a Bajor Hercegség keleti határvidékén feküdt, a 12. században került át Ausztriához. Első írásos említésére 1254-ben került sor. Az Osztrák Hercegség 1490-es felosztásakor az Enns fölötti Ausztria része lett. 
1626-ban a protestáns felső-ausztriai parasztok fellázadtak az erőszakos katolikus térítés ellen. Novemberben itt került sor a pinsdorfi csatára. A Parasztok dombját (Bauernhügel) a csatában elesettek tömegsírja fölé emelték.  
A napóleoni háborúk során a falut több alkalommal megszállták.
A köztársaság 1918-as megalakulásakor Pinsdorfot Felső-Ausztria tartományhoz sorolták. Miután Ausztria 1938-ban csatlakozott a Német Birodalomhoz, az Oberdonaui gau része lett; a második világháború után visszakerült Felső-Ausztriához.

## Lakosság
A pinsdorfi önkormányzat területén 2018 januárjában 3849 fő élt. A lakosságszám 1939 óta gyarapodó tendenciát mutat. 2016-ban a helybeliek 90%-a volt osztrák állampolgár; a külföldiek közül 1,5% a régi (2004 előtti), 4,3% az új EU-tagállamokból érkezett. 3,6% a volt Jugoszlávia (Szlovénia és Horvátország nélkül) vagy Törökország, 0,6% egyéb országok polgára. 2001-ben a lakosok 80,5%-a római katolikusnak, 4,6% evangélikusnak, 3,7% ortodoxnak, 1,1% mohamedánnak, 7,4% pedig felekezeten kívülinek vallotta magát. Ugyanekkor 6 magyar élt a községben. A legnagyobb nemzetiségi csoportot a németek (95,3%) mellett a szerbek alkották 3,2%-kal.
| 2016 | 3 819 |
| 2018 | 3 849 |

## Látnivalók
- a Szt. Máté-plébániatemplom helyét a legenda szerint másutt jelölték, ki de az építőanyagot szállító ökrök a mai helyszínen álltak meg. A mai késő gótikus épület egy oltárszentelési dátum alapján 1457-ben készülhetett el. 1890-ben átépítették a tornyot, és az ekkor felfedezett szerkezeti problémák miatt jelentősen átalakították az egész épületet.
- a Parasztok dombja alá a pinsdorfi csatában elesett mintegy kétezer lázadó protestáns parasztot temették

## Testvértelepülések
- Altdorf (Németország)

## Fordítás
- Ez a szócikk részben vagy egészben  a   Pinsdorf című német Wikipédia-szócikk ezen változatának fordításán alapul.  Az eredeti cikk szerkesztőit annak laptörténete sorolja fel. Ez a jelzés csupán a megfogalmazás eredetét és a szerzői jogokat jelzi, nem szolgál a cikkben szereplő információk forrásmegjelöléseként.